# Karabinek TKB-022PM
TKB-022PM (ros. ТКБ-022ПМ) – seria prototypowych radzieckich karabinków automatycznych w układzie bezkolbowym opracowanych w latach 60. XX wieku przez Germana Aleksandrowicza Korobowa. Broń została zaprojektowana i wykonana w zakładach TsKIB SOO w Tule.

## Historia
W latach 60. XX w., w związku z rozwojem doktryny wojny manewrowej z użyciem wojsk zmechanizowanych, Armia Radziecka prowadziła program badawczy, którego efektem miało być skonstruowanie tańszego i efektywniejszego zamiennika karabinka AKM. Jednym z uczestników projektu był German A. Korobow - konstruktor znany z wyjątkowych i niekonwencjonalnych projektów broni palnej. Pierwszym jego projektem, zgłoszonym w ramach programu, była seria karabinków TKB-022P. Ze względu na nieporęczną budowę (przede wszystkim umieszczenie magazynka w rękojeści) został on odrzucony. W sytuacji tej, konstruktor, zdecydował się na zaprojektowanie i skonstruowanie nowej broni w układzie bezkolbowym o oznaczeniu TKB-022PM. Pomiędzy 1962 a 1968 powstały 3 wersje karabinka: 
- TKB-022PM nr. 1
- TKB-022PM nr. 2
- TKB-022PM5 nr. 1

W dwóch pierwszych odmianach zastosowano nabój 7,62 × 39 mm wz. 43. W ostatniej wersji prototypu zaś wykorzystano amunicję 5,6 × 39 mm (która później wyewoluowała w nabój 5,45 × 39 mm). W budowie zewnętrznej karabinków wykorzystano bakelit, dzięki czemu konstrukcje były lżejsze i teoretycznie tańsze w produkcji względem AKM. Dodatkowo prototyp Korobowa miał być łatwiejszy w kontroli w przypadku użycia ognia automatycznego.
Ostatecznie karabinki TKB-022PM odrzucono ze względu na skomplikowany mechanizm działania, nieprzystosowany do masowej produkcji, niepewność odnośnie do efektywności bakelitowej budowy w wysokich temperaturach i problem środka ciężkości broni.

## Opis konstrukcji
Karabinek TKB-022PM był indywidualną bronią samoczynno-samopowtarzalną. Zasada działania oparta jest na wykorzystaniu energii gazów prochowych odprowadzanych przez boczny otwór w lufie do komory gazowej, umieszczonej nad lufą. Zastosowano pierścieniowy tłok gazowy. Zamek ryglowany poprzez przekoszenie. Zastosowano ruch zamka w pionie w celu maksymalnego skrócenia długości suwadła. W celu ładowania amunicji i wyrzutu łusek współpracuje on z unikalnym w budowie podajnikiem/wyrzutnikiem w kształcie litery U. Wyrzucanie łusek odbywa się z przodu broni, nad lufą. Mechanizm spustowy umożliwia strzelanie ogniem pojedynczym i ogniem ciągłym. Przełącznik trybu ognia wraz z bezpiecznikiem po lewej stronie broni, nad chwytem pistoletowym. Zasilanie z łukowych magazynków 30 nabojowych do AKM. Mechaniczne przyrządy celownicze składające się z muszki w osłonie i celownika szczerbinkowego.